# Dol (Hvar)

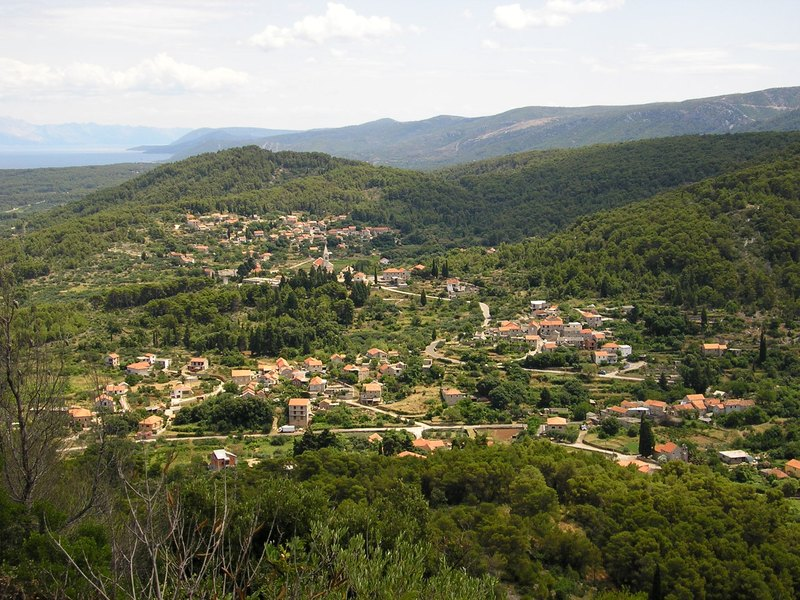
Dol

Dol (kroat. für Tal) ist eine kleine Ortschaft auf der Insel Hvar in Mitteldalmatien, Kroatien. Dol ist unterteilt in drei Ortsteile, und zwar Sv. Maria, Sv. Mihovil und Sv. Ana. Haupteinnahmequelle ist die Landwirtschaft mit Weinbau, Lavendel- und Olivenölproduktion. Allerdings arbeiten heute viele Bewohner im nahegelegenen Stari Grad im Tourismus.